# Nizjnij Novgorod oblast
Nizjnij Novgorod oblast (ryska: Нижегородская область, Nizjegorodskaja oblast) är ett oblast (administrativt område) i Ryssland. Oblastet har en area på 76 900 km² och cirka 3,3 miljoner invånare. Oblastets administrativa huvudort är Nizjnij Novgorod. Mellan 1932 och 1990 var det känt som Gorkij oblast.

## Större städer i Nizjnij Novgorod oblast
- Arzamas, Balachna, Bor, Dzerzjinsk, Kstovo, Nizjnij Novgorod, Pavlovo, Sarov, Vyksa